# Maria Schneider (Vibraphonistin)

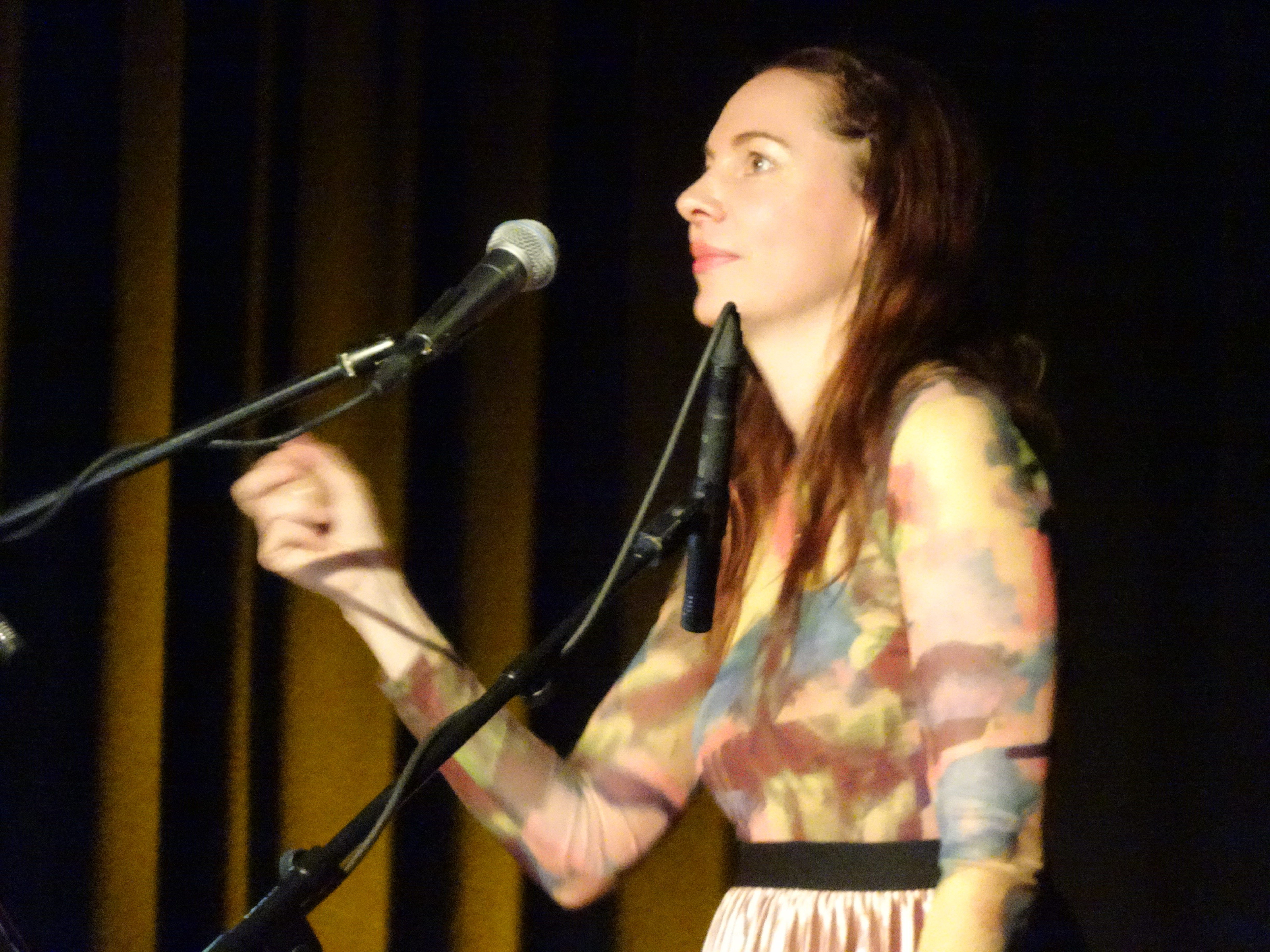
Maria Schneider in der Kleinkunstbühne Q24 in Pirna 2024

Maria Schneider (* 1983 bei Hannover) ist eine deutsche Schlagwerkerin, insbesondere Vibraphonistin und Marimbaspielerin.
Schneiders Eltern und zwei ältere Schwestern sind Schlagwerker und schon in frühester Kindheit gehörten die unterschiedlichsten Instrumente zu ihren Spielsachen. Sie begann bereits im Alter von fünf Jahren mit Klavierunterricht. Mit sieben folgte das Schlagzeug, wenig später kam die Marimba hinzu. Schneider besuchte nach der Schule die Berufsfachschule für Musik des Bezirks Mittelfranken in Dinkelsbühl und setzte ihre Ausbildung später an der Hochschule für Musik „Hanns Eisler“ Berlin fort, wo sie als Diplom-Orchestermusikerin abschloss. Neben ihrem Studium spielte sie in unterschiedlichen Bands, zunächst bei Strom & Wasser. Seit 2009 gehörte sie dem Trio Bravo an. Weiterhin war sie Mitglied des Weltmusik-Ensembles Balagan und seit 2014 beim Andromeda Mega Express Orchestra. Sie trat mit dem Berliner Symphonieorchester, dem Orchester der Deutschen Oper Berlin sowie der NDR Radiophilharmonie Hannover auf. Außerdem spielte sie bei Per Anders, Ambrassador, Venusbrass, Dota, und in Marc Sinans Tonspuren 2015. Sie wirkte bei verschiedenen Theaterproduktionen mit, unter anderem an der Schaubühne in Berlin und im Berliner Maxim Gorki Theater, sowie an Hörspielproduktionen wie Tepegöz. 
2022 veröffentlichte sie das Debütalbum Uno ihres Soloprojekts Mascha Juno, das in der Süddeutschen Zeitung als „formidabel“ gelobt wurde, und spielte in der Tourband von Agnes Obel.

## Diskographische Hinweise
- Strom & Wasser Farbengeil (Traumzeit 2007)
- Strom & Wasser Emotionsdesign (Traumzeit 2009)
- Stefan Schulz Berlin Recital (BIS Records 2010, mit Aleksandar Ivic, Julian Sulzberger, Tomoko Sawano)
- Trio Bravo + (Ozella 2011)
- Andromeda Mega Express Orchestra Vula (Alien Transistor 2017)
- Onom Agemo & the Disco Jumpers Magic Polaroid (Agogo 2018)
- Mascha Juno: Uno (Bandcamp 2022)